# Druckbehälter

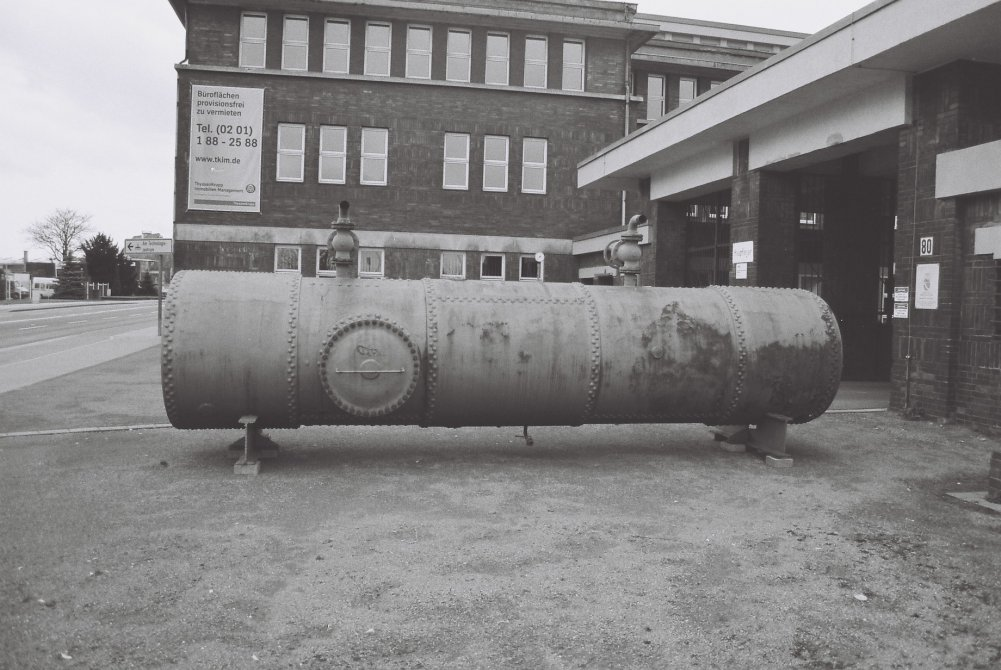
Genieteter Druckbehälter mit Inspektionsöffnung und Armaturen

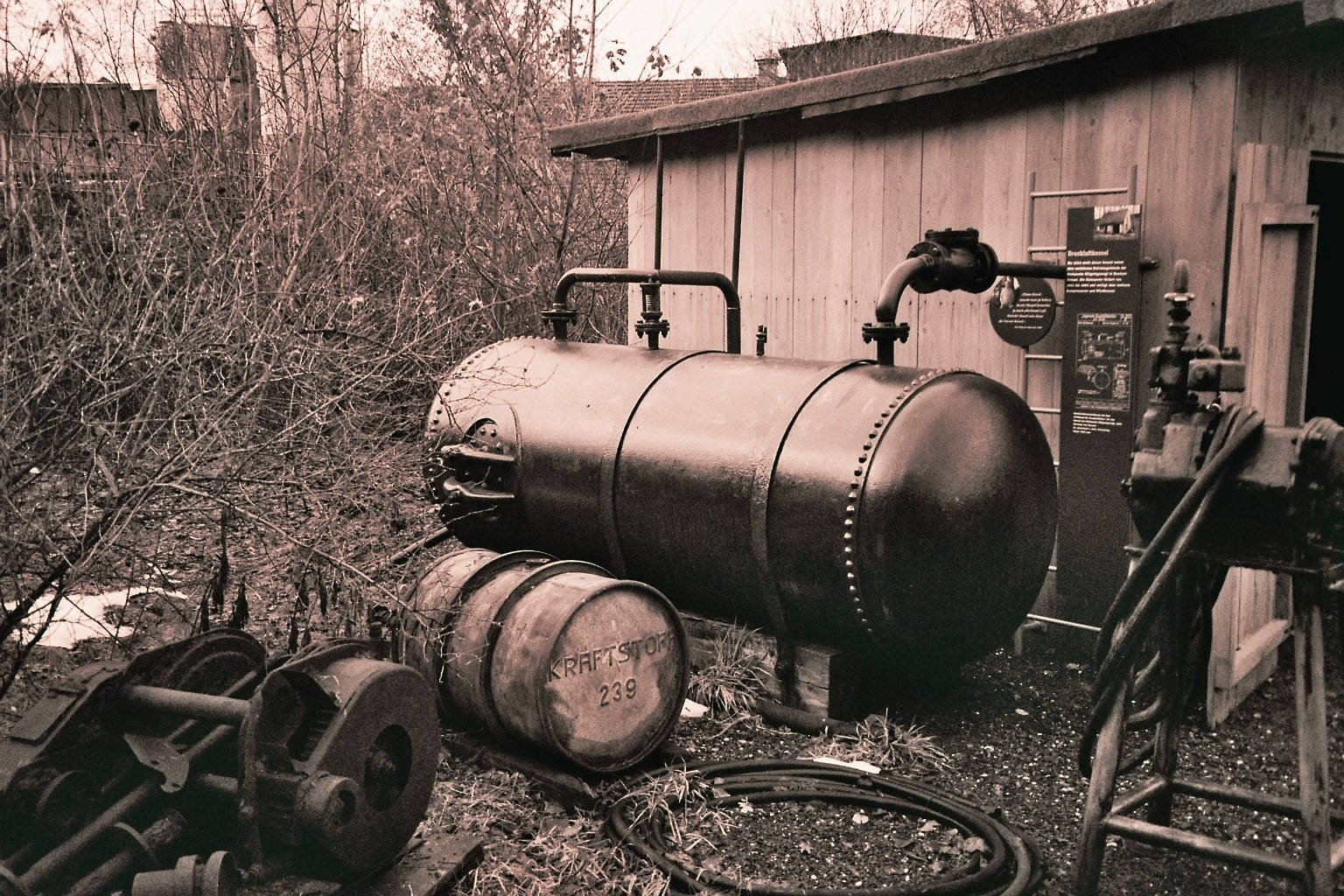
Druckluftspeicher (Windkessel) einer Kleinzeche

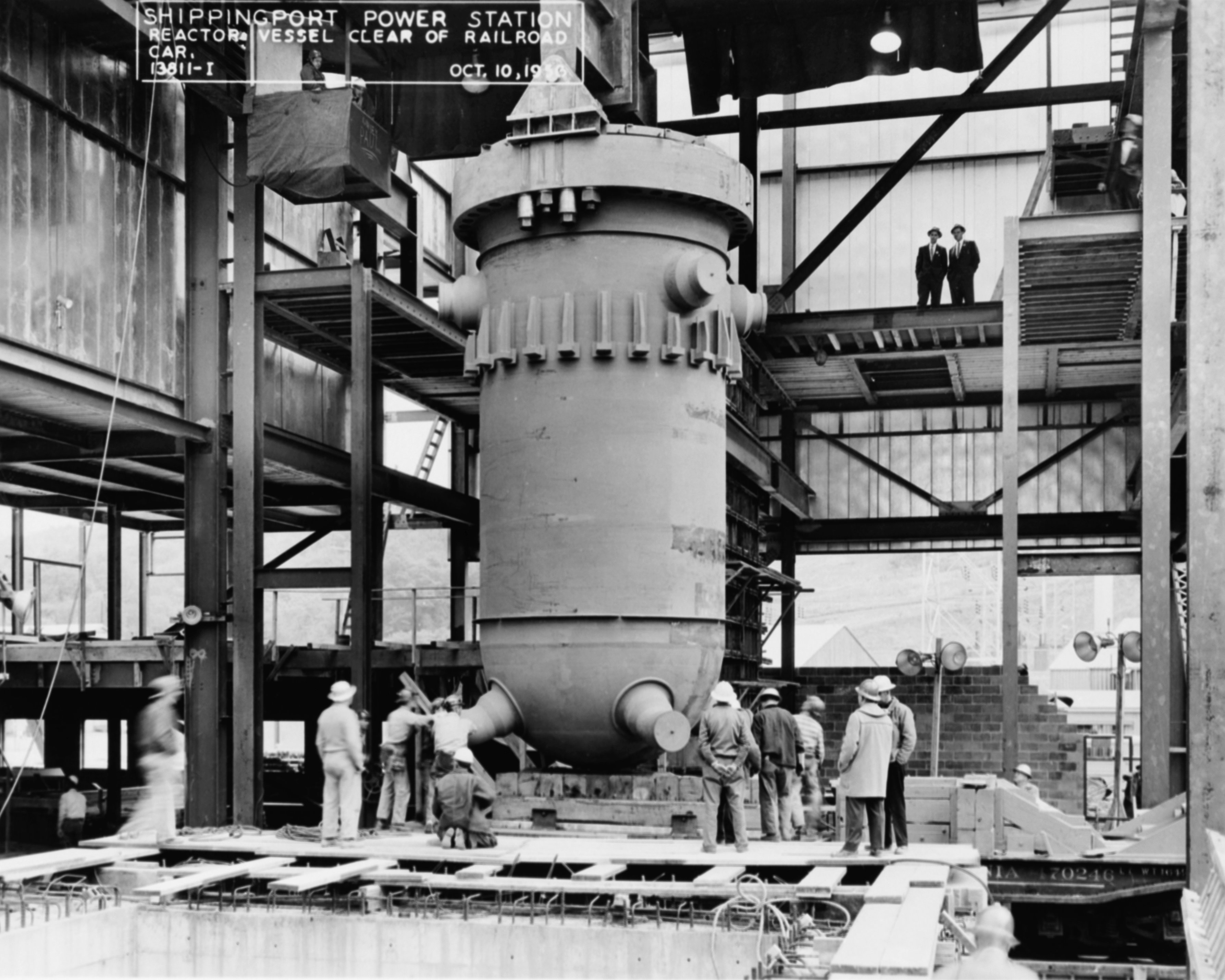
Reaktordruckbehälter im Kernkraftwerk Shippingport 1956

Druckbehälter sind geschlossene Behälter, deren Druck im Inneren über dem Umgebungsdruck liegt. Im Gegensatz zu Druckgasbehältern und Transportbehältern für gefährliche Güter, in denen unter Druck stehende und andere gefährliche Fluide befördert werden, ist der Betrieb von Druckbehältern in den meisten Fällen einem bestimmten Aufstellungsort zugewiesen.

## Definition und Abgrenzung
Historisch wird unterschieden zwischen Dampfkesseln und Druckbehältern. Dampfkessel sind dadurch definiert, dass sie zur Erzeugung von Wasserdampf (Dampfdruck über 0,5 bar) oder Heißwasser (Temperatur über 110 °C) mittels einer Feuerung, elektrischen Beheizung oder Abwärme einer Thermoprozessanlage eingesetzt werden. Nach der Druckgerätetrichtlinie 2014/68/EU gehören Dampfkessel zu den überhitzungsgefährdeten Druckgeräten.
Druckbehälter sind dadurch definiert, dass ihnen eine bestimmte Funktion zugewiesen ist (beispielsweise Lagern, Filtern, Wärmeübertragung, verfahrenstechnische Prozesse bei Überdruck). Rohrleitungen, deren Zweck das Befördern von Fluiden ist, sind keine Druckbehälter.

## Druckbehälterarten

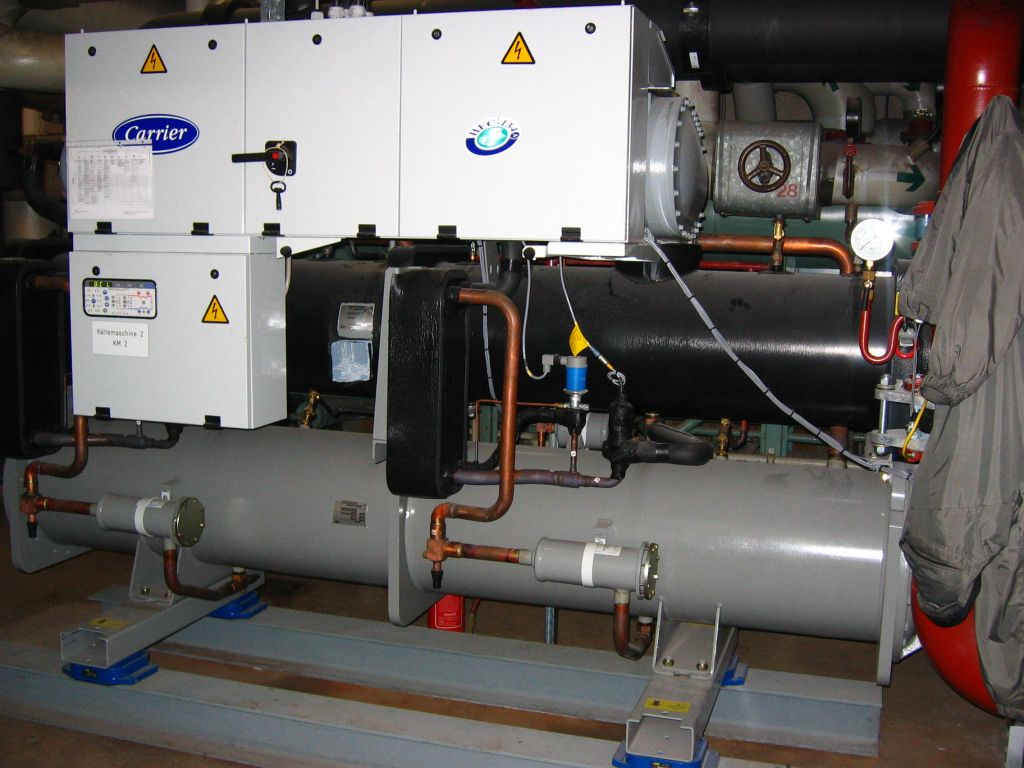
Verflüssiger, Unterkühler, Verdampfer und Filtertrockner in einer Kälteanlage

Druckbehälter können in Bezug auf die Funktion wie folgt eingeteilt werden
- Lagerbehälter für Gase (Flüssiggaslagerbehälter, Wasserstofflagerbehälter, Erdgaslagerbehälter, Kryotanks für verflüssigte tiefkalt gelagerte Gase),
- Silos mit Druckluftbeaufschlagung zur pneumatischen Förderung von körnigen Gütern (Silobehälter auf LKW),
- Druckspeicherbehälter (Hydraulikspeicher, Membranausdehnungsbehälter, Windkessel, Energiespeicher von Druckluftspeicherkraftwerken u. Ä.), Hydrophore,
- Erhitzer und Druckbehälter in einer Thermalölanlage,
- Abscheider, Sammler, Filter (Wasserabscheider),
- Wärmeübertrager (Kondensatoren, Verflüssiger),
- Verfahrenstechnische Behälter und Apparate (Rührwerksbehälter, verfahrenstechnische Kolonnen), Chemische Reaktoren, Autoklaven, Druckbehälter mit Katalysatorenmasse,
- beheizte oder gekühlte Druckbehälter als Bestandteil einer Anlage (dampfbeheizte Zylinder in der Papierherstellung, Plattenfroster),
- Reaktordruckbehälter von Kernkraftwerken

Die konstruktiv ideale Form für Druckbehälter ist die Kugel und sie wird insbesondere bei sehr hohen Innendrücken oder sehr großem Volumen (beispielsweise Gasbehälter) als Bauform gewählt. Vorwiegend wird jedoch die zylindrische Form verwendet, die ein Optimum zwischen Druckfestigkeit und wirtschaftlicher Herstellung darstellt. Der zylindrische Mantel wird durch flache oder gewölbte Böden (Klöpperböden oder Korbbogenböden) beidseitig verschlossen.
Zu dem Druckbehälter gehören je nach Ausführung weitere Ausrüstungsteile wie Flansche, Schrauben, Schaugläser, Dichtungen und Einbauteile.

## Vorgaben zur Herstellung und Beschaffenheitsanforderungen für Druckbehälter im europäischen Wirtschaftsraum
Nach europäischem Recht des freien Warenverkehrs (New Approach) unterscheidet man zwischen den „einfachen Druckbehältern“ (Richtlinie 2014/29/EU) und den „Druckgeräten“ (Richtlinie 2014/68/EU über Druckgeräte), sowie den ortsbeweglichen Druckgeräten (Richtlinie 2010/35/EU über ortsbewegliche Druckgeräte).

### Druckgeräterichtlinie
Seit 2002 unterliegen Druckbehälter mit maximal zulässigen Betriebsdrücken über 0,5 bar (Überdruck) der Druckgeräterichtlinie. Druckbehälter werden gemäß der Druckgeräterichtlinie neben Rohrleitungen, Dampfkesseln und druckhaltenden Ausrüstungsteilen (solches sind Ventile, Filter) sowie druckbedingten Sicherheitseinrichtungen als Druckgerät bezeichnet und müssen mit einer EG-Konformitätserklärung und einer CE-Kennzeichnung in Verkehr gebracht werden. In Abhängigkeit von dem Gefahrenpotential (Kriterien: maximal zulässiger Betriebsdruck, Volumen, gasförmiges oder flüssiges Fluid, Fluidgruppe) werden Druckgeräte in die Kategorien I bis IV eingestuft. Der Hersteller kann aus unterschiedlichen Konformitätsbewertungsverfahren (Baumuster, Qualitätssicherungssystem, Einzelprüfung) wählen, um den Anforderungen der Druckgeräterichtlinie zu genügen. Abhängig von der Art des gewählten Konformitätsbewertungsverfahrens muss in vielen Fällen das Druckgerät oder die Baugruppe, die aus mehreren Druckgeräten bestehen kann, bereits im Rahmen der Herstellung bzw. der Inverkehrbringung einzeln (Einzelabnahme) oder als Baumuster von einer gemäß Druckgeräterichtlinie Benannten Stelle abgenommen und bewertet werden, damit die Benannte Stelle bestätigen kann, dass das Druckgerät konform zu den Anforderungen der Druckgeräterichtlinie ist. Der Druckbehälter erhält ein Herstellschild, auf dem die individuelle Herstellnummer, das Baujahr sowie die zulässigen Betriebsdaten (maximal zulässiger Betriebsdruck, minimal und maximal zulässige Betriebstemperatur, Volumen) und die CE-Kennzeichnung aufgeführt sind. Falls eine Benannte Stelle an der Produktionsüberwachung beteiligt war, ist auch deren individuelle Kenn-Nummer der Benannten Stelle neben dem CE-Zeichen anzubringen. Der Hersteller muss im Rahmen des Konformitätsbewertungsverfahrens eine Gefahrenanalyse sowie eine Betriebsanleitung erstellen mit Angaben zur bestimmungsgemäßen Verwendung, zu Montage, Inbetriebnahme, Benutzung und Wartung und ggf. zur unsachgemäßen Verwendung.
Die Umsetzung der Richtlinie in deutsches Recht wurde durch die 14. ProdSV (Druckgeräteverordnung) umgesetzt.
Anforderungen an die Aufstellung, den Betrieb und die Prüfung von Druckbehältern sind für Deutschland in der nationalen Betriebssicherheitsverordnung spezifiziert.

### Richtlinie über einfache Druckbehälter
Seit dem 1. Januar 1993 durften einfache Druckbehälter nur noch in Verkehr gebracht werden, wenn sie die grundlegenden Anforderungen der Richtlinie 87/404/EWG für einfache Druckbehälter erfüllten. Die Richtlinie wurde zunächst abgelöst durch die Richtlinie 2009/105/EG und inzwischen ersetzt durch die jetzt gültige Richtlinie 2014/29/EU.
Einfache Druckbehälter sind serienmäßig hergestellte Druckbehälter für bestimmte begrenzte Anwendungen und Konstruktionen:
- Behälter sind geschweißte Druckbehälter mit einem inneren Überdruck von mehr als 0,5 bar
- nur zur Aufnahme von Luft oder Stickstoff
- Behälter dürfen keinen Flammen ausgesetzt werden
- Behälterwandung besteht nur aus unlegiertem Qualitätsstahl, unlegiertem Aluminium oder nicht-aushärtbaren Aluminiumlegierungen
- besteht aus einem zylindrischen Teil, das von zwei nach außen gewölbten Böden oder flachen Böden verschlossen wird, oder aus zwei gewölbten Böden
- max. Betriebsdruck = 30 bar
- max. Druckinhaltsprodukt (Druck mal Volumen; p·V) darf höchstens 10.000 bar·Liter sein
- max. Temperatur von 300 °C (Stahl) bzw. max. 100 °C (Aluminium oder Aluminiumlegierung)
- min. Temperatur von −50 °C

Typische Anwendungsbereiche dieser Behälter sind industrielle Druckluftbehälter oder Druckluftbehälter in Bremsanlagen von Fahrzeugen.
Die Umsetzung der heute geltenden Richtlinie 2014/29/EU in deutsches Recht erfolgte durch die 6. ProdSV, eine Rechtsverordnung zum Produktsicherheitsgesetz.
Anforderungen an die Aufstellung, den Betrieb und die Prüfung von Druckbehältern sind für Deutschland in der nationalen Betriebssicherheitsverordnung spezifiziert.

### Auslegung, Konstruktion und Dimensionierung von Druckbehältern
Die Konstruktion und Dimensionierung von Druckbehältern wird in verschiedenen Regelwerken beschrieben. Die Druckgeräterichtlinie lässt die Wahl des anzuwendenden technischen Auslegungsregelwerkes offen. In Deutschland wird heute meist das AD 2000-Regelwerk angewandt. Es sind jedoch auch harmonisierte europäische Normen für Druckbehälter (Normenreihe EN 13445) entwickelt worden, die im deutschsprachigen Raum bisher aber nur zögerlich angewandt werden. In anderen Teilen der Welt etablierte Regelwerke (beispielsweise ASME, CODAP) dürfen ebenfalls verwendet werden, wenn damit die grundlegenden Sicherheitsanforderungen des Anhang I der Druckgeräterichtlinie erfüllt werden.
Die verschiedenen technischen Auslegungsregelwerke wie das AD-2000-Regelwerk enthalten detaillierte Vorgaben zur Konstruktion, Herstellung, Prüfung und Abnahme von Druckbehältern, Dampfkesseln und Rohrleitungen. Darunter fallen beispielsweise die Werkstoffauswahl, mathematisch-technische Berechnungsmethoden oder die zulässigen Geometrien. Eine der elementarsten Berechnungsformeln für Druckbehälter ist die Kesselformel, die einen mathematischen Zusammenhang zwischen Innendruck, Durchmesser, Wanddicke und den sich daraus ergebenden auftretenden mechanischen Spannungen von zylindrisch geformten dünnwandigen Druckbehältern herstellt.

## Betrieb

### Betriebssicherheitsverordnung (Deutschland)
Druckbehälter und Druckbehälteranlagen sind in Deutschland im Sinne der Betriebssicherheitsverordnung überwachungsbedürftig und müssen einer Prüfung vor Inbetriebnahme und regelmäßig wiederkehrenden Prüfungen (äußere Prüfung, innere Prüfung, Festigkeitsprüfung) unterzogen werden. Zusätzlich ist eine Prüfung der Gesamtanlage, zu denen die Druckbehälter gehören, im Gefahrenfeld Druck durchzuführen. Auf Anordnung der örtlich zuständigen Gewerbeaufsichtsämter kann auch die Durchführung außerordentlicher Prüfungen notwendig sein. Die genannten Prüfungen dürfen bei Behältern mit geringerem Gefährdungspotential (abhängig vom zulässigen Betriebsdruck und dem Behältervolumen) von einer zur Prüfung befähigten Person durchgeführt werden. Bei Behältern mit höherem Gefährdungspotenzial (abhängig vom zulässigen Betriebsdruck und dem Behältervolumen) dürfen die genannten Prüfungen ausschließlich von einer Zugelassenen Überwachungsstelle (ZÜS) durchgeführt werden. Unter bestimmten Voraussetzungen können die Innenbesichtigung im Rahmen der inneren Prüfung und die statische Druckprüfung im Rahmen der Festigkeitsprüfung auch durch andere Verfahren ersetzt werden, die eine mindestens gleichwertige Prüfaussage ermöglichen, beispielsweise verschiedene zerstörungsfreie Prüfverfahren.
Die Prüffristen und Prüfzuständigkeiten (ZÜS oder zur Prüfung befähigte Person) für die wiederkehrenden Prüfungen sind durch den Betreiber im Rahmen einer Gefährdungsbeurteilung zu ermitteln und schriftlich festzuhalten. Bei Druckbehältern oder Druckbehälteranlagen, die von einer ZÜS geprüft werden müssen, bedürfen die vom Betreiber ermittelten Prüffristen der schriftlichen Zustimmung eines entsprechend zugelassenen Prüfers der ZÜS. Die maximal möglichen Prüffristen für wiederkehrende Prüfungen sind in der Betriebssicherheitsverordnung festgelegt. Für viele Druckbehälter betragen die Maximalfristen für die innere Prüfung 60 Monate (5 Jahre), für die Festigkeitsprüfung 120 Monate (10 Jahre), für die äußere Prüfung 24 Monate (2 Jahre) und für die Anlagenprüfung 120 Monate (10 Jahre). In der Betriebssicherheitsverordnung sind jedoch zahlreiche Sonderdruckbehälter und Sonderdruckanlagen definiert, bei denen kürzere oder längere Maximalprüffristen und abweichende Prüfzuständigkeiten vorgeschrieben sind oder bei denen zusätzliche Prüfungen vorgeschrieben sind oder auch einzelne Prüfungen entfallen können. Abhängig vom konkreten Gefährdungspotential, dem Zustand und den zu erwartenden Schädigungen im weiteren Betriebszeitraum können die Prüffristen durch den Betreiber oder durch den Prüfer der ZÜS ebenfalls verkürzt werden. Verlängerungen über die in der Betriebssicherheitsverordnung genannten Maximalprüffristen hinaus sind nur in seltenen Ausnahmefällen mit schriftlicher Zustimmung der zuständigen Behörde (beispielsweise Gewerbeaufsichtsamt) und einer ZÜS zulässig.

### Ausrüstungsteile mit Sicherheitsfunktion
Druckbehälter bzw. Druckbehälteranlagen müssen mit Ausrüstungsteilen mit Sicherheitsfunktion ausgerüstet werden, um die Behälter bzw. die Anlage vor unzulässigen Betriebsbedingungen zu schützen, beispielsweise Über- oder Unterschreitung des zulässigen Betriebsdruckes, der zulässigen Betriebstemperatur oder des zulässigen Füllgrades. Ausrüstungsteile mit Sicherheitsfunktion sind beispielsweise:
- Sicherheitsventil (zur Druckentlastung in die Umgebung oder in ein Auffangsystem),
- Berstscheibe (Druckentlastung meist bei großen abzuführenden Massenströmen oder Einsatz bei geringen Ansprechdrücken),
- Druckbegrenzer (Abschalten des Druckerzeugers, Verdichter, Beheizung),
- Temperaturbegrenzer (Abschalten der Heizquelle),
- Flüssigkeitsmangelsicherung (bei befeuerten Druckbehältern als Schutz vor Überhitzung),
- Überfüllsicherung (Sicherstellung eines Gaspolsters über einem Flüssigkeitsstand zur Vermeidung eines Überdrucks durch thermische Flüssigkeitsausdehnung),
- Vakuumbrecher (Schutz vor äußerem Überdruck bzw. Vakuum im Inneren),
- Sonderanwendungen in der Verfahrenstechnik (Reaktionsblocker bei heftigen exothermen Reaktionen in einem Druckbehälter, Laufüberwachung eines Rührwerks, um gleichmäßigen Reaktionsverlauf in einem chemischen Reaktor sicherzustellen),
- Wasserberieselungs-Einrichtungen (äußere Wärmeabfuhr zur Kühlung wie beispielsweise im Brandfall).

### Betreiberverantwortung

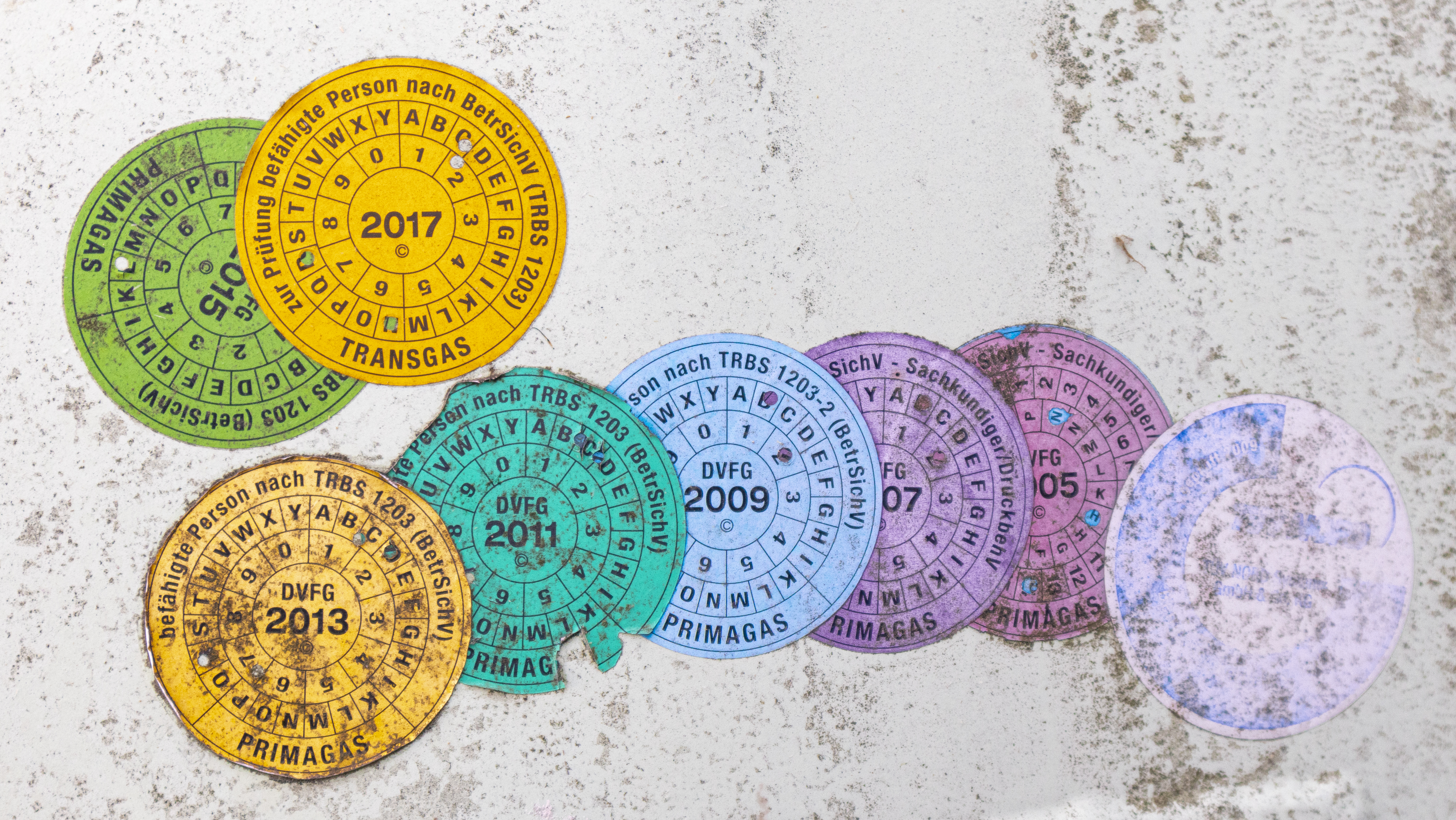
Plaketten als Nachweis regelmäßiger Prüfungen

Der Betreiber einer Druckbehälteranlage muss den sicheren Betrieb gewährleisten. Er muss eine Gefährdungsbeurteilung erstellen und Maßnahmen zur Vermeidung vor Gefährdungen vorsehen. Dies können sein:
- Ausrüstung des Behälters oder der Anlage mit allen zum sicheren Betrieb notwendigen technischen Sicherheitseinrichtungen,
- Schutz gegen äußere mechanische Beschädigung (beispielsweise Anfahrschutz, Schutz vor herabfallenden Lasten)
- Schutz gegen Korrosion (beispielsweise Korrosionsschutzanstrich von außen),
- Warnschilder,
- Gebotsschilder (Tragen persönlicher Schutzausrüstung),
- Schutz gegen den Eingriff Unbefugter (beispielsweise Zutrittsverbote, Umzäunungen, Sicherheitsschlösser an Zugangstüren),
- Schulung und Unterweisung der Mitarbeiter,
- Verwendung nur zugelassener und geeigneter Ersatzteile (beispielsweise Dichtungen, Schrauben),
- regelmäßige Dichtheitsprüfungen bei Verwendung gefährlicher Fluide,
- regelmäßige Wartung,
- regelmäßige Kontrolle auf Schäden,
- regelmäßige und fristgerechte Durchführung der in der Betriebssicherheitsverordnung vorgeschriebenen Prüfungen,
- Funktionsprüfung der sicherheitstechnischen Ausrüstung,
- Schutz vor dem Berühren heißer Oberflächen,
- Notfallübungen ggf. mit externen Stellen (beispielsweise Feuerwehr).

Die im Rahmen der Gefährdungsbeurteilung als notwendig ermittelten Maßnahmen werden in eine Betriebsanweisung aufgenommen.

### Gefahren
Die Gefährdung durch Druckbehälter geht von der gespeicherten Energie (Innere Energie) in dem unter Druck stehenden Fluid aus. Die Energie ist die aufgebrachte Volumenänderungsarbeit, die von der Fluideigenschaft, dem Volumen des Behälters und dem Druck abhängt. Weil die Kompressibilität (Formelzeichen: κ oder χ) von Flüssigkeiten gering ist, ist auch die gespeicherte Energie in Behältern mit Flüssigkeiten ohne Gaspolster und demzufolge das Gefahrenpotential gering. In der Druckgeräterichtlinie und Betriebssicherheitsverordnung wird dieser Einfluss berücksichtigt. Die Anforderungen hinsichtlich Herstellung und Prüfung nach diesen Vorschriften sind für flüssigkeitsbeaufschlagte Behälter geringer als für Behälter, die mit gasförmigen Medien beaufschlagt werden. Bei sehr hohen Drücken (p > 100 bar) muss aber die Gefährdung bei Undichtigkeiten durch Flüssigkeitsstrahlen mit sehr hoher Geschwindigkeit berücksichtigt werden.
Dagegen ist in Druckbehältern, die mit verdichteten Gasen, in Flüssigkeit gelösten Gasen oder in druckverflüssigten Gasen (Flüssigkeiten, die über den atmosphärischen Siedepunkt erhitzt sind) gefüllt sind, eine erhebliche Energie gespeichert. Bei druckverflüssigten Gasen wie beispielsweise Flüssiggas, unter Druck verflüssigtem Kohlenstoffdioxid oder Kältemitteln ist bei einem Bersten eines Druckbehälters noch die Nachverdampfung des zuvor verflüssigten Gases zu berücksichtigen. Ist ein Druckbehälter erheblich in seiner Festigkeit vorgeschädigt und führt dies im Betrieb zu einem wanddurchgreifenden Riss, dann treten an diesen Rissstellen erhebliche Spannungskonzentrationen auf, die zu einem weiteren Aufreißen des Behälters führen. Dieses Aufreißen kann dazu führen, dass der Behälter durch den austretenden Gasimpuls raketenartig mehrere zig- bis hundert Meter fortgeschleudert wird (Rückstoß-Prinzip bzw. Impulserhaltung). Ferner treten erhebliche Gefährdungen durch weggeschleuderte Trümmerteile auf. Durch die schlagartige Freisetzung des unter Druck stehenden Gases beim Bersten (Zerknall) eines Druckbehälters wird die gesamte im Behälter gespeicherte Druckenergie schlagartig freigesetzt und es entsteht eine Druckwelle, die sich im Freien oder in Gebäuden ausbreitet und erhebliche Schäden an Gebäuden und Umwelt sowie schwere oder tödliche Verletzungen an Lebewesen verursachen kann.
Weitere Gefährdungen, die ggf. zu berücksichtigen sind:
- Wegschleudern von ungesicherten Schnellverschlüssen, die unter Druck geöffnet werden können,
- Freisetzung giftiger Fluide,
- Austreten heißer Fluide,
- Austreten druckverflüssigter Gase (Kälteverbrennungen),
- Bersten durch äußeren Überdruck, falls dieser Betriebsfall in der Auslegung nicht berücksichtigt wurde (Implosion),
- Bildung einer explosionsfähigen Atmosphäre,
- Dampfschläge bei der Entspannung von überhitzten Flüssigkeiten (spontanes Verdampfen) mit der Gefahr des Aufreißens von drucktragenden Verbindungen,
- Schneller Druckanstieg bei exothermen Reaktionen,
- Tieftemperaturversprödung bei unzulässig tiefen Temperaturen,
- Quetschungen durch bewegte Teile

### Schäden an Druckbehältern
Schäden an Druckbehältern können durch mangelhafte Herstellung und/oder in Verbindung mit schädigenden Betriebsbedingungen auftreten. Soweit die Schädigung der Druck tragenden Wandung lokal auftritt, kann dies beispielsweise bei einer Durchrostung zu einer Leckage führen („Leck vor Bruch“). Solange die Wandungen neben einem lokal begrenzten Schadensbereich noch ausreichende Festigkeit aufweisen, führt eine Leckage normalerweise nicht zu einem schlagartigen Risswachstum. Ist der geschädigte Bereich jedoch großflächig ausgedehnt, dann kann bei Unterschreitung der kritischen Wanddicke der Riss schlagartig weiter wachsen, mit der Folge, dass der Behälter großflächig aufreißt.
An Druckbehältern auftretende Schadensursachen können sein:
- Herstellungsfehler (beispielsweise mangelhafte Ausführung von Schweißverbindungen),
- Werkstoffmängel oder Einsatz ungeeigneter oder falscher Werkstoffe,
- Korrosion an der Außenseite oder an der Innenseite der Druck tragenden Wandung,
- äußere mechanische Gewalteinwirkung, denen der Druckbehälter nicht standhält,
- Druckwechselbeanspruchung, für die der Druckbehälter nicht ausgelegt ist,
- ungeeignete Betriebsparameter, beispielsweise bei Nichteinhaltung der für den Behälter zulässigen Drücke und Temperaturen,
- Fehler in der Druckregelung und Nichtansprechen des Sicherheitsventils oder anderer Sicherheitseinrichtungen,
- Ausfall von PLT-Schutzeinrichtungen,
- Unterdruckschaden (Behälter ist nicht für Unterdruck ausgelegt und es ist keine Vakuumsicherung vorhanden).

## Normen und Standards
Österreich:
- Bestimmungen des Kesselrechts:
  - Einfache Druckbehälter-Verordnung, BGBl. Nr. 388/1994
  - Versandbehälterverordnung 2002 (VBV 2002), BGBl. II Nr. 202/2002
  - Druckgeräteverordnung – DGVO, BGBl. II Nr. 426/1999
  - Verordnung über die Aufstellung und den Betrieb von Dampfkesseln – ABV, BGBl. Nr. 353/1995
  - Druckbehälter-Aufstellungs-Verordnung – DBA-VO, BGBl. II Nr. 361/1998
  - Ortsbewegliche Druckgeräteverordnung (ODGVO), BGBl. II Nr. 291/2001
  - Druckgeräteüberwachungsverordnung (DGÜW-V)
- Arbeiten in und an Behältern (Reparatur, Reinigung, Wartung):
  - §§ 59, 60 Allgemeine Arbeitnehmerschutzverordnung – AAV, BGBl. Nr. 218/1983